# 제주 난민 사태
제주 난민 사태는 예멘 내전을 피해 제주특별자치도로 무비자 입국한 예멘인 500여명이 난민 지위를 신청한 것이 알려지며 시작된 일련의 논란이다.

## 난민 입국

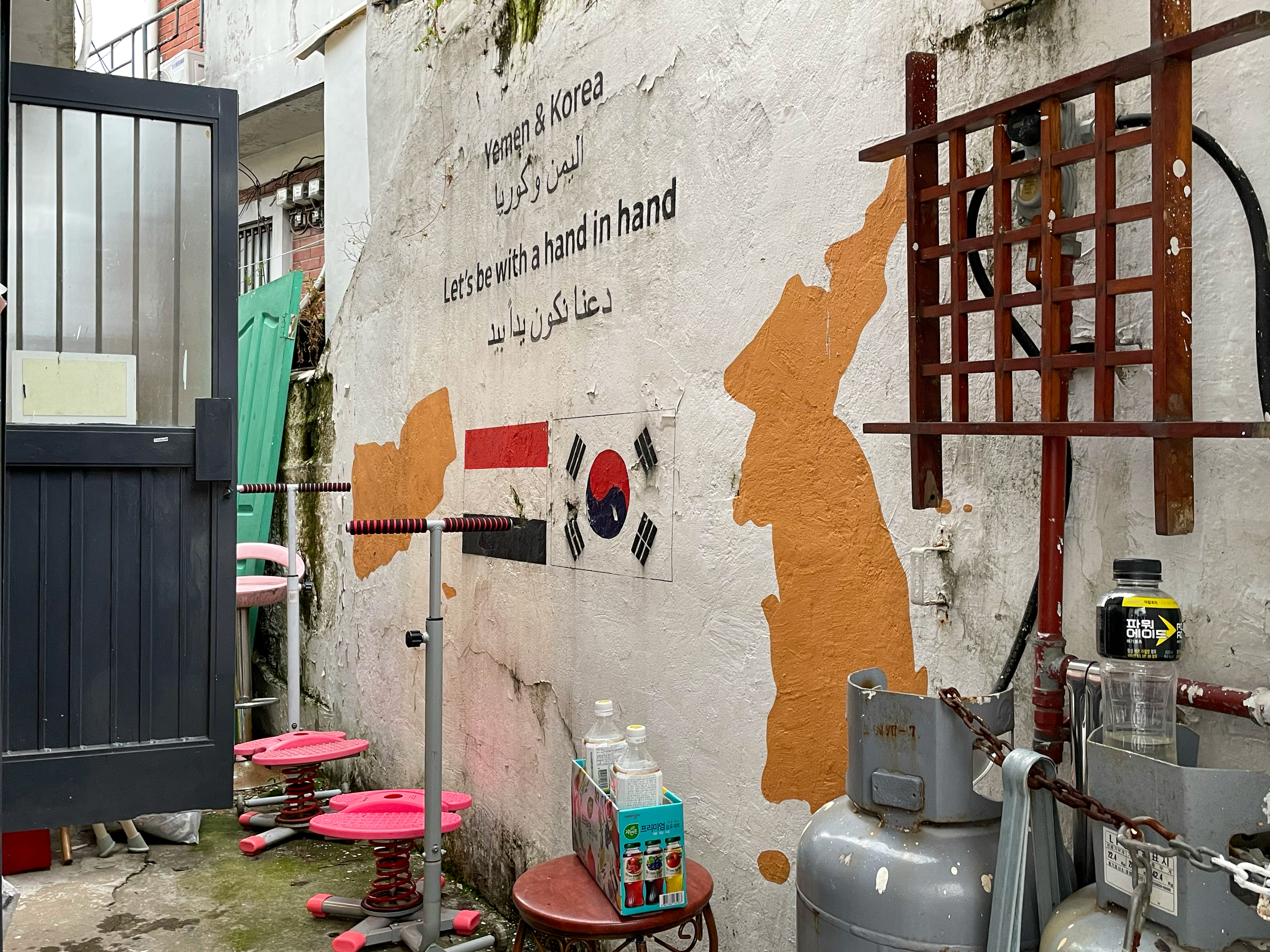
'Yemen & Korea Lets be with a hand in hand' 이태원 거리예술

예멘 내전이 2015년에 시작한 이후 예멘에서는 많은 국민들이 다른 나라에 난민신청을 하는 일이 증가했다. 제주출입국·외국인청에 따르면 예멘에서 터키를 비롯한 유럽 국가들보다 멀리 있는 대한민국에서는 예멘 내전이 발생한 2015년 이래 2017년까지의 난민 신청자가 모두 49명뿐이었다. 그러나 2018년 한 해 동안 6월 20일까지 제주도를 통해 대한민국에 입국하는 예멘 국적의 난민이 561명으로 급증하였고, 이 중 549명이 난민 신청을 한 상태이다. 이에 대한민국 정부는 2018년 6월 1일에 2018년에 제주도에 입국한 예멘 난민들은 고국인 예멘을 떠나 90일간 비자 없이 체류가 가능한 말레이시아를 거쳐 2017년 12월에 개항한 말레이시아 항공의 쿠알라룸푸르-제주 직항편을 이용해서 주로 입국한 것으로 알려져 있다. 하지만 제주도를 통해 입국한 예멘 난민들이 2018년에 급격히 증가한 이유는 유럽 국가들이 예멘, 시리아를 포함한 중동 국가 출신의 난민들에 대한 입국 심사를 강화하면서 같은 이슬람 국가이면서 90일간 비자 없이 체류가 가능한 말레이시아로의 입국이 증가하였고, 예멘 난민들이 말레이시아에서 90일간 체류한 후에 강제로 출국당하는 상황에서 무사증제도로 비자 없이 입국할 수 있고 쿠알라룸푸르와의 직항편이 개항했기 때문이다. 또한 2013년 6월부터 대한민국에서 난민법이 시행하면서 법 시행 이전 연평균 280명에 불과했던 난민 신청이 2017년에는 1만 8000여건으로 급증한 상황이 알려지는 등 난민에게 우호적인 환경이라는 소문이 퍼진 것도 원인이라는 분석이 있다.

## 논쟁

### 청원 및 시위
청와대 국민청원에 난민 거부 청원이 올라와 18만에 가까운 찬성을 받은 데 대해, 청와대 측은 '부적절한 내용이 담겼다'며 청원을 삭제하였다. 이후 올라온 비슷한 청원은 70만 명 이상의 찬성을 받았다.
2018년 6월 30일, 서울 도심과 제주 도심에서 반난민 집회가 열렸으며, 이에 맞서 난민 지지 단체에서 서울 도심에서 친난민 집회를 열었다. 6월 30일 오후 8시 '불법난민신청 외국인대책국민연대'가 동화면세점앞에서 연 난민법·무사증(무비자) 폐지 촉구 집회에는 1,000명 정도가 참여했다. 6월 30일 오후 6시 제주시청 앞에서 열린 반난민 집회에는 100여명이 참여했다.
2018년 7월 14일 토요일 오후 7시에 서울 동화면세점 앞, 광주 금남로 공원 앞, 전북 익산시 익산역 앞, 제주 노형로터리 월랑마을 표지석 앞(6시)에서 두번째 반난민 집회가 열렸다.
2018년 8월 1일, 박상기 법무부 장관은 난민 사태 청원에 대해 "우리나라 국제적 위상과 국익에 미치는 문제점을 고려할 때 난민협약 탈퇴나 난민법 폐지는 현실적으로 어려움이 있다"고 답했다. 그러면서 허위난민을 막기 위한 심사를 강화하고, 난민 심사 인력을 충원하겠다고 보완책을 제시하였다.

## 여파

### 정우성 난민 언급 논란
배우 정우성이 자신의 SNS에 세계 난민의 날을 맞아 난민과 함께 해 달라며 이해와 연대를 요청하는 글을 올린 것이 논란이 되었다.

### 문재인 정부 지지율 하락
문재인 정부에 대한 지지율이 2018년 6월 말부터 하락한 것이, 경제문제와 더불어 이 제주 난민사태 때문이 아니냐는 관측이 있다.

## 같이 보기
- 대한민국의 비자 정책